# Phoroncidia paradoxa
Phoroncidia paradoxa är en spindelart som först beskrevs av Lucas 1846.  Phoroncidia paradoxa ingår i släktet Phoroncidia och familjen klotspindlar. Inga underarter finns listade i Catalogue of Life.